# (11133) Kumotori
(11133) Kumotori (1996 XY) – planetoida z pasa głównego asteroid okrążająca Słońce w ciągu 4,63 lat w średniej odległości 2,78 j.a. Odkryta 2 grudnia 1996 roku.